# Erigorgus compressus
Erigorgus compressus är en stekelart som beskrevs av Dasch 1984. Erigorgus compressus ingår i släktet Erigorgus och familjen brokparasitsteklar. Inga underarter finns listade i Catalogue of Life.